# Konstantin Alexandrowitsch Glasatschow
Konstantin Alexandrowitsch Glasatschow (russisch Константин Александрович Глазачёв; * 18. Februar 1985 in Archangelsk) ist ein ehemaliger russischer Eishockeyspieler, der im Laufe seiner Karriere über 750 Spiele in der Kontinentalen Hockey-Liga (KHL) respektive Superliga – unter anderem für Lokomotive Jaroslawl, Barys Astana, HK Dynamo Moskau und Admiral Wladiwostok – absolvierte. Darüber hinaus kam er im Juniorenbereich für die Nationalmannschaften Russlands zum Einsatz und gewann 2003 die Bronzemedaille bei der U18-Junioren-Weltmeisterschaft.

## Karriere
Konstantin Glasatschow begann seine Karriere 2001 in der zweiten Mannschaft des Lokomotive Jaroslawl. Beim NHL Entry Draft 2003 wählten die Nashville Predators ihn in der zweiten Runde an der 35. Stelle aus. 2004 wechselte der Stürmer zum russischen Verein HK Sibir Nowosibirsk. In der Saison 2005/06 kehrte er nach Jaroslawl zurück. 2006 wurde er vom russischen Erstligisten Amur Chabarowsk für eine Spielzeit verpflichtet. Die Saison 2007/08 verbrachte Glasatschow bei Metallurg Nowokusnezk. Bei Barys Astana aus Kasachstan stand der Russe ab 2008 unter Vertrag. In der Saison 2008/09 absolvierte er 56 Spiele in der Vorrunde und konnte 52 Scorerpunkte (28 Tore und 24 Assists) sowie 30 Strafminuten für sich verbuchen. Somit wurde Glasatschow zum zweitbesten Scorer seines Teams und zum neuntbesten Scorer der gesamten Liga. Hinzu kamen drei Spiele im Play-off-Achtelfinale, wobei er zwei Strafminuten kassierte und drei Tore schoss.
2010 wechselte Glasatschow zusammen mit Jozef Stümpel und Maxim Spiridonow zum Ligarivalen HK Dinamo Minsk. Wiederum ein Jahr später wechselte Glasatschow mit Spiridonow zum HK Metallurg Magnitogorsk, während Stümpel zum HK Spartak Moskau ging. Bereits im November 2011 wurde er erneut innerhalb der KHL transferiert, diesmal zu Ak Bars Kasan.
Im Juli 2012 wurde Glasatschow vom SKA Sankt Petersburg unter Vertrag genommen. Mitte Oktober des gleichen Jahres wurde sein Vertrag aufgelöst und Glasatschow kehrte zu Sibir Nowosibirsk zurück. Für Sibir spielte er bis zum 20. Dezember 2012, ehe er erneut den Verein wechselte und vom HK Jugra Chanty-Mansijsk verpflichtet wurde.
Ab Mai 2013 stand Glasatschow beim HK Dynamo Moskau unter Vertrag und absolvierte über 75 KHL-Partien für den Klub, ehe er im September 2015 auf die Waiverliste gesetzt wurde und von dieser vom HK Spartak Moskau verpflichtet wurde.
Die letzte Station seiner Karriere war zwischen 2017 und 2020 Admiral Wladiwostok, ehe er seine Karriere beendete.

### International
2003 spielte Glasatschow mit den U18-Junioren der russischen Föderation bei den Junioren-Weltmeisterschaften und gewann die Bronzemedaille.

## Erfolge und Auszeichnungen
- 2003 Bronzemedaille bei der U18-Junioren-Weltmeisterschaft

## KHL-Statistik
(Stand: Ende der Saison 2019/20)